# Геззаль, Рашид
Раши́д Гезза́ль (фр. Rachid Ghezzal; араб. رشيد غزال‎; род. 9 мая 1992, Десин-Шарпьё) — алжирский и французский футболист, вингер клуба «Ризеспор». Выступал за сборную Алжира.

## Клубная карьера
Рашид Геззаль — воспитанник футбольного клуба «Олимпик» (Лион). Дебютировал в первой команде 4 октября 2012 года в матче Лиги Европы против «Хапоэля» из Кирьят-Шмоны
.
21 октября 2012 года полузащитник впервые сыграл в Лиге 1, за 12 минут до конца встречи с «Брестом» заменив на поле Бафетимби Гомиса
.
24 февраля 2013 года Геззаль забил первый гол за «Лион», поразив ворота Фабьена Одара из «Лорьяна»
.
7 августа 2017 года подписал контракт с «Монако». Соглашение рассчитано до июня 2021 года. Игрок перешёл в «Монако» на правах свободного агента. Этим летом 25-летний алжирский футболист покинул «Лион», в котором воспитывался и провёл предыдущие пять лет профессиональной карьеры.
6 августа 2018 года перешёл в «Лестер Сити» за 10 миллионов фунтов, подписав с клубом четырёхлетний контракт.

### Международная карьера
Рашид Геззаль имеет двойное франко-алжирское гражданство и в марте 2013 года заявил о желании выступать за сборную Алжира, как его брат Абделькадер
.
Тем не менее в мае-июне того же года полузащитник принял участие в традиционном молодёжном турнире в Тулоне в составе французской команды. Геззаль дебютировал в команде 28 мая. Он заменил в начале второго тайма встречи со сверстниками из США Валентена Эссерика и в концовке матча забил гол в ворота соперника
.
В дальнейшем полузащитник сыграл ещё в трёх матчах турнира.

## Статистика

### Клубная статистика
| Клуб             | Сезон            | Чемпионат        | Чемпионат | Чемпионат | Кубки | Кубки | Еврокубки | Еврокубки | Всего | Всего |
| Клуб             | Сезон            | Лига             | Игры      | Голы      | Игры  | Голы  | Игры      | Голы      | Игры  | Голы  |
| ---------------- | ---------------- | ---------------- | --------- | --------- | ----- | ----- | --------- | --------- | ----- | ----- |
| Олимпик Лион     | 2012/13          | Лига 1           | 14        | 1         | 2     | 0     | 4         | 0         | 20    | 1     |
| Олимпик Лион     | 2013/14          | Лига 1           | 0         | 0         | 0     | 0     | 0         | 0         | 0     | 0     |
| Олимпик Лион     | 2014/15          | Лига 1           | 18        | 0         | 3     | 0     | 2         | 0         | 23    | 0     |
| Олимпик Лион     | 2015/16          | Лига 1           | 29        | 8         | 5     | 2     | 4         | 0         | 38    | 10    |
| Всего за карьеру | Всего за карьеру | Всего за карьеру | 61        | 9         | 10    | 2     | 10        | 0         | 81    | 11    |

### Матчи за сборную
| №  | Дата            | Оппонент   | Счёт | Голы | Соревнование              |
| -- | --------------- | ---------- | ---- | ---- | ------------------------- |
| 1  | 26 марта 2015   | Катар      | 0:1  | —    | Товарищеский матч         |
| 2  | 30 марта 2015   | Оман       | 4:1  | —    | Товарищеский матч         |
| 3  | 17 ноября 2015  | Танзания   | 7:0  | —    | Отборочные матчи ЧМ-2018  |
| 4  | 25 марта 2016   | Эфиопия    | 7:1  | 1    | Отборочные матчи КАН-2017 |
| 5  | 29 марта 2016   | Эфиопия    | 3:3  | —    | Отборочные матчи КАН-2017 |
| 6  | 2 июня 2016     | Сейшелы    | 2:0  | —    | Отборочные матчи КАН-2017 |
| 7  | 9 октября 2016  | Камерун    | 1:1  | —    | Отборочные матчи ЧМ-2018  |
| 8  | 7 января 2017   | Мавритания | 3:1  | —    | Товарищеский матч         |
| 9  | 15 января 2017  | Зимбабве   | 2:2  | —    | Финальные матчи КАН-2017  |
| 10 | 19 января 2017  | Тунис      | 1:2  | —    | Финальные матчи КАН-2017  |
| 11 | 23 января 2017  | Сенегал    | 2:2  | —    | Финальные матчи КАН-2017  |
| 12 | 2 сентября 2017 | Замбия     | 1:3  | —    | Отборочные матчи ЧМ-2018  |
| 13 | 7 октября 2017  | Камерун    | 0:2  | —    | Отборочные матчи ЧМ-2018  |

Итого: сыграно матчей: 13 / забито голов: 1; победы: 5, ничьи: 4, поражения: 4.